# ダイアン・ラッド
ダイアン・ラッド（Diane Ladd、本名：Rose Diane Ladner、1935年11月29日 - ）は、アメリカ合衆国の女優。

## 来歴
ミシシッピ州メリディアン出身。父方の親戚に劇作家のテネシー・ウィリアムズがいる。
『アリスの恋』、『ワイルド・アット・ハート』、『ランブリング・ローズ』と3度アカデミー助演女優賞にノミネートされている。『アリスの恋』では英国アカデミー賞 助演女優賞を受賞。また、『アリスの恋』のテレビシリーズでは1981年にゴールデングローブ賞助演女優賞を受賞した。
3度の結婚歴があり、最初の夫ブルース・ダーンとの間の娘ローラは女優となった。

## 主な出演作品
- ワイルド・エンジェル The Wild Angels (1966)
- 華麗なる週末 The Reivers (1969)
- チャイナタウン Chinatown (1974)
- アリスの恋 Alice Doesn't Live Here Anymore (1974)
- ブラック・ウィドー Black Widow (1987)
- ワイルド・アット・ハート Wild at Heart (1990)
- 死の接吻 A Kiss Before Dying (1990)
- ランブリング・ローズ Rambling Rose (1991)
- パーフェクト・カップル Primary Colors (1998)
- スティーヴン・キングのキングダム・ホスピタル Kingdom Hospital (2004) テレビシリーズ
- 世界最速のインディアン The World's Fastest Indian (2005)
- インランド・エンパイア Inland Empire (2006年)
- ジョイ Joy (2015年)
- ラスト・フル・メジャー 知られざる英雄の真実 The Last Full Measure (2019年)